# Goetit
Goetitul, numit și „mineral acicular de fier” ai oxizilor și hidroxizilor, are formula chimică α-FeO(OH). 

## Descriere
Mineralul cristalizează în sistemul ortorombic și se prezintă sub forma de cristale aciculare sau agregate de culoare galbenă până la brun închis. 
Constituind partea cea mai mare din mineralul limonit, goetitul este numit frecvent "limonit".